# Aloe andongensis
Aloe andongensis ist eine Pflanzenart der Gattung der Aloen in der Unterfamilie der Affodillgewächse (Asphodeloideae). Das Artepitheton andongensis verweist auf das Vorkommen der Art bei Pungo Andongo in Angola.

## Beschreibung

### Vegetative Merkmale
Aloe andongensis wächst stammbildend und verzweigt. Die aufrechten, gelegentlich mit der Zeit niederliegenden Stämme erreichen Längen von 30 bis 60 Zentimetern. Etwa 14 lanzettlich-verschmälerte Laubblätter bilden eine Rosette. Darunter sind die Laubblätter auf 30 Zentimeter Länge ausdauernd. Die graugrüne Blattspreite ist 20 bis 25 Zentimeter lang und 6 bis 7 Zentimeter breit. Die Blattoberseite ist in der Regel nicht gefleckt. Manchmal sind jedoch spärlich Flecken vorhanden. Auf der Unterseite befinden sich nahe der Basis zahlreiche gedrängte weiße Flecken. Die Zähne am leicht hornigen Blattrand sind 2 bis 3 Millimeter lang und stehen 5 bis 7 Millimeter voneinander entfernt.

### Blütenstände und Blüten
Der Blütenstand besteht aus zwei bis drei Zweigen und erreicht eine Höhe von 20 bis 30 Zentimetern. Die fast kopfigen bis zylindrisch-verschmälerten Trauben sind 6 bis 12 Zentimeter lang und 6 bis 8 Zentimeter breit. Die lanzettlich-zugespitzten Brakteen weisen eine Länge von 5 bis 8 Millimetern auf und sind 3 Millimeter breit. Die bleich orange-scharlachroten Blüten stehen an 14 bis 18 Millimeter langen Blütenstielen. Die Blüten sind 25 Millimeter lang, an der Mündung heller und an ihrer Basis kurz verschmälert. Auf Höhe des Fruchtknotens weisen sie einen Durchmesser von 5 bis 8 Millimetern auf, sind darüber auf 4 bis 5 Millimeter verschmälert und zur Mündung hin auf 6 bis 7 Millimeter erweitert. Ihre äußeren Perigonblätter sind auf einer Länge von 8 Millimetern nicht miteinander verwachsen. Die Staubblätter und der Griffel ragen kaum aus der Blüte heraus.

### Genetik
Die Chromosomenzahl beträgt {\displaystyle 2n=14}.

## Systematik und Verbreitung
Aloe andongensis ist in Angola verbreitet. Aloe andongensis var. andongensis wächst auf exponierten Felsen in Höhenlagen von 1050 bis 1525 Metern. Aloe andongensis var. repens wächst auf den Hängen von gerundeten Granithügeln.
Die Erstbeschreibung durch John Gilbert Baker wurde 1878 veröffentlicht. Es werden folgende Varietäten unterschieden:
- Aloe andongensis var. andongensis
- Aloe andongensis var. repens L.C.Leach

Aloe andongensis var. repens

Die Unterschiede zu Aloe andongensis var. andongensis sind: der Stamm ist kriechend und es werden große ausgebreitete Klumpen gebildet. Die Laubblätter sind kleiner, in den Proportionen schmaler. Sie sind stärker mit weißen Flecken besetzt, wobei die Flecken tendenziell wellige Querbänder bilden. Die Randzähne stehen gedrängter beisammen. Die Erstbeschreibung dieser Varietät durch Leslie Charles Leach wurde 1974 veröffentlicht.

## Nachweise